# HMS Spur (P265)
Pour les autres navires du même nom, voir HMS Shakespeare.
Le HMS Spur (numéro de coque P265) est un sous-marin de la troisième série d'unités de la classe S, construit pour la Royal Navy pendant la Seconde Guerre mondiale par les chantiers navals Cammell Laird à Birkenhead en Angleterre. Il a survécu à la guerre et a été vendu au Portugal en 1948.

## Conception et description

Schéma d'un sous-marin de classe S

Les sous-marins de la classe S ont été conçus pour patrouiller dans les eaux resserrées de la mer du Nord et de la mer Méditerranée. Les sous-marins de la troisième série de cette classe étaient légèrement plus grands et améliorés par rapport à la série précédente. Ces sous-marins avaient une longueur hors tout de 66,1 mètres, une largeur de 7,2 m et un tirant d'eau de 4,5 m. Leur déplacement était de 827 tonnes en surface et 1 006 tonnes en immersion. Les sous-marins de la classe S avaient un équipage de 48 officiers et matelots. Ils pouvaient plonger jusqu'à la profondeur de 90 m.
Pour la navigation en surface, ces navires étaient propulsés par deux moteurs Diesel de 950 ch (708 kW), chacun entraînant un arbre et une hélice distincte. En immersion, les hélices étaient entraînées par un moteur électrique de 650 ch (485 kW). Ils pouvaient atteindre 15 nœuds (28 km/h) en surface et 10 nœuds (19 km/h) en plongée. Les sous-marins de la troisième série avaient une autonomie en surface de 6 000 milles marins (11 000 km) à 10 nœuds (19 km/h), et en plongée de 120 milles (220 km) à 3 nœuds (5,6 km/h).
Ces navires étaient armés de sept tubes lance-torpilles de 21 pouces (533 mm). Une demi-douzaine de ces tubes étaient à l'avant, et il y avait un tube externe à l'arrière. Ils transportaient six torpilles de rechange pour les tubes d'étrave, et un total de treize torpilles. Douze mines pouvaient être transportées à la place des torpilles stockées à l’intérieur. Ils étaient également armés d'un canon de pont de 3 pouces (76 mm). Les navires du troisième groupe de la classe S étaient équipés d’un système ASDIC de type 129AR ou 138 et d'un radar d'alerte précoce de type 291 ou 291 W.

## Construction et carrière
Commandé le 7 avril 1943 dans le cadre du programme de construction de 1943, le HMS Spur est mis sur cale aux chantiers navals Cammell Laird à Birkenhead en Angleterre le 1er octobre 1943 et lancé le 17 novembre 1944. Il a été admis en service dans la Royal Navy le 18 février 1945,.
Au cours de sa carrière de guerre, le Spur a déclaré avoir coulé un total de onze jonques dans le détroit de Malacca, pendant son service en Extrême-Orient. 
Le Spur a survécu à la Seconde Guerre mondiale et a été vendu à la marine portugaise en novembre 1948, où il a été rebaptisé NRP Narval. Il a été démantelé le 1er octobre 1969.

## Commandants
Royal Navy
- Lieutenant (Lt.) Peter Scott Beale (RN) de décembre 1944 au 14 décembre 1945

Marine portugaise